# Peter Michorl
Peter Michorl (* 9. Mai 1995 in Wien) ist ein österreichischer Fußballspieler.

## Karriere

### Verein
Michorl begann seine Karriere beim SV Gerasdorf/Stammersdorf. Im Jänner 2004 kam er in die Jugend des FK Austria Wien, bei dem er später auch in der Akademie spielen sollte. Im November 2011 debütierte er für die Amateure der Austria in der Regionalliga, als er am 15. Spieltag der Saison 2011/12 gegen den SC-ESV Parndorf 1919 in der 75. Minute für Martin Harrer eingewechselt wurde. Im April 2012 erzielte er bei einem 2:1-Sieg gegen den SC Neusiedl am See sein erstes Tor in der Regionalliga. Bis Saisonende kam er zu 15 Einsätzen für die Amateure, in denen er ein Tor erzielte.
In der Saison 2012/13 absolvierte er 26 Regionalligaspiele, in denen er fünf Tore erzielte. Zudem kam er im März 2013 letztmals für die U-18 der Austria zum Einsatz. In der Saison 2013/14 kam er zu 22 Einsätzen für die Amateure, in denen er acht Tore erzielte. Zudem spielte er mit der U-19-Mannschaft der Austria in der UEFA Youth League, in der man im Achtelfinale an Benfica Lissabon scheiterte. Michorl kam in allen sieben Spielen der Wiener zum Einsatz und erzielte dabei drei Tore.
Zur Saison 2014/15 rückte er in den Profikader der Austria. Im September 2014 wurde sein bis Juni 2015 laufender Vertrag bis Juni 2016 verlängert und er wechselte leihweise zum Zweitligisten LASK. Sein Debüt in der zweiten Liga gab er im selben Monat, als er am neunten Spieltag der Saison 2014/15 gegen den Floridsdorfer AC in der Startelf stand. Bis Saisonende kam er zu 24 Einsätzen für den LASK in der zweithöchsten Spielklasse.
Zur Saison 2015/16 wurde er von den Oberösterreichern fest verpflichtet. Im April 2016 erzielte er bei einem 2:1-Sieg gegen die Kapfenberger SV sein erstes Tor in der zweithöchsten Spielklasse. In der Saison 2015/16 kam er zu 28 Zweitligaeinsätzen, in denen er ein Tor erzielte. In der Saison 2016/17 kam er zu 32 Ligaeinsätzen, in denen er drei Tore erzielte. Zu Saisonende stieg er mit dem LASK als Zweitligameister in die Bundesliga auf. Sein Debüt in der Bundesliga gab er im Juli 2017, als er am ersten Spieltag der Saison 2017/18 gegen den FC Admira Wacker Mödling in der Startelf stand. In jenem Spiel, das der LASK mit 3:0 gewann, erzielte Michorl auch sein erstes Bundesligator. In der Saison 2017/18 kam er zu 34 Bundesligaeinsätzen, in denen er neun Tore erzielte. Zu Saisonende belegte er mit dem LASK den vierten Tabellenrang und nahm somit an der Qualifikation zur Europa League teil. Sein erstes internationales Bewerbsspiel absolvierte er im Juli 2018 im Zweitrundenhinspiel gegen den Lillestrøm SK. Mit dem LASK schied er in der dritten Runde gegen Beşiktaş Istanbul aus.
In der Saison 2018/19 kam er zu 31 Bundesligaeinsätzen, lediglich am 22. Spieltag fehlte er gegen den SCR Altach gesperrt. Mit dem LASK beendete er die Saison als Vizemeister und nahm somit in der Saison 2019/20 an der Qualifikation zur UEFA Champions League teil. Dort besiegte man in der dritten Runde den FC Basel, scheiterte jedoch im Playoff am FC Brügge. Michorl kam in allen vier Spielen zum Einsatz. Auch in den folgenden Saisonen war Michorl immer gesetzt, ehe er in der Saison 2023/24 unter Thomas Sageder seinen Stammplatz verlor. Im Jänner 2024 wurde er dann gar zu den Amateuren versetzt. Nach der Saison 2023/24 verließ er den LASK daraufhin nach zehn Jahren.
Im Anschluss wechselte Michorl im Juli 2024 nach Griechenland zu Atromitos Athen.

### Nationalmannschaft
Michorl spielte im September 2010 erstmals für eine österreichische Jugendnationalauswahl. Im September 2011 debütierte er gegen Slowenien für die U-17-Auswahl, für die er bis Oktober 2011 zu sechs Einsätzen kam. Im April 2012 spielte er gegen Deutschland erstmals für die U-18-Mannschaft. Für diese kam er bis April 2013 zu fünf Einsätzen.
Im September 2013 kam er gegen Nordirland erstmals für die U-19-Auswahl zum Einsatz. Mit dieser nahm er 2014 auch an der EM teil. Bei dieser kam er zu drei Einsätzen, in denen er ein Tor erzielte. Mit Österreich scheiterte er im Halbfinale am späteren Sieger Deutschland. Durch die Halbfinalteilnahme war Österreich auch für die U-20-WM 2015 qualifiziert. Sein erstes Spiel für die U-20-Mannschaft absolvierte er im März 2015 gegen Mexiko. Michorl wurde auch für die WM nominiert, bei der er zu einem Einsatz kam. Österreich scheiterte im Achtelfinale an Usbekistan.
Im Mai 2016 absolvierte er gegen Serbien sein einziges Spiel für das U-21-Team.

## Persönliches
Sein Onkel Josef (* 1966) spielte für Eisenstadt und Admira/Wacker in der Bundesliga. Michorl ist Vater eines Sohnes (* 2014).